# Марко Путинчанин
Марко Путинчанин (Београд, 16. децембар 1987) српски је фудбалер.

## Трофеји и награде
Динамо Тирана
- Суперлига Албаније : 2009/10.[8]

Олимпија Љубљана
- Куп Словеније : 2018/19.[9]

Левадија Талин
- Меистрилига : 2021.[10]
- Суперкуп Естоније : 2022.[11]